# Carat
 Carat （カラット）は、女性4人組の日本のDJ&ダンスボーカルユニット。ユニオンエンタテインメント所属。

## 概略
“音楽はファッション”をコンセプトに、EDM（エレクトロニック・ダンス・ミュージック）風にMIXされた楽曲と、エレクトロかつデジタル加工されたボーカルが特徴。

## 略歴
- 2012年
  - 11月 Debut Single『恋Indirect』でCDデビュー。
  - 12月 FM AICHI「Blande New Vibeのアスナルトレジャー」公開収録・ライブ。
- 2013年
  - 5月 2nd Single 『シェキナッ!』リリース。
  - 7月 LA Convention Center HALL B Main Events〔カリフォルニア州〕  「AnimeExpo2013」ゲストライブ出演。
  - 8月
    - 赤坂BLITZ「【The Beginning of a Dream!!】‐ 夢の始まり‐」ライブ出演。
    - 浅草コシダカシアター「映画【SHAKE HANDS】公開記念イベント」ゲスト出演。
    - 片瀬東浜海水浴場「Real Power」ライブ出演。

  - 11月 Zepp DiverCity Tokyo「2nd CRAYON POP『POPCORN in Tokyo』」ライブ出演。
  - 12月 1st Album『1ct』リリース。海ほたる「カウントダウンライブ」出演。
  - 12月11日 赤坂サカスライブ出演。
- 2014年
  - 2月 キャナルシティ博多「新星堂 PRESENTS LIVE」ライブ出演。
  - 3月 Shibuya CHELSEA HOTEL ワンマンライブ「1ct」。
  - 5月 幕張メッセ「ピーアーク presents bayfm フリマパラダイス」ライブ出演。
  - 7月12日 パシフィコ横浜「Tokyo Fashion Collection」ライブ出演。
  - 8月11日 赤坂BLITZ「第2回東京コレクションズパーティー」ライブ出演。
  - 8月31日 「LIVE JAM 2014 -THE END OF SUMMER-」ライブ出演。
  - 12月9日 香港「JAPAN KAWAII NIGHT in HONG KONG」ライブ出演。
  - 12月11日 台湾「JAPAN KAWAII NIGHT in TAIWAN」ライブ出演。
- 2015年
  - 1月20日 韓国「JAPAN KAWAII NIGHT in KOREA」ライブ出演。
  - 1月22日 タイ「JAPAN KAWAII NIGHT in THAILAND」ライブ出演。
  - 2月7日 ニトリ文化ホール 第66回さっぽろ雪まつり 日韓友情まつり「K・J-POP FESTIVAL2015」ライブ出演。
  - 4月1日 フォーライフミュージックエンタテイメントよりメジャー・デビューと同時に、シングル『Heart Break』をリリース。
  - 4月18日・19日 ナゴヤドーム「第48回 日本女子ソフトボールリーグ 1部リーグ 開幕節」始球式 LIVE出演。
  - 5月4日・9日 長井海の手公園 ソレイユの丘「肉まぐろフェス 2015 春 横須賀ソレイユの丘」ライブ出演。
  - 6月13日 ラグーナビーチ「STARLIGHT RUN 2015」DJ出演（DJ Mona）。
  - 7月28日 フジテレビ本社屋「夢大陸マイナビステージお祭りLIVE！」ライブ出演。
  - 9月5日 神戸国際展示場 3号館「KOBE COLLECTION VILLAGE 2015 AUTUMN/WINTER」ライブ出演。
  - 9月19日 静岡県コンベンションアーツセンター「静岡コレクション」ライブ出演。
- 2016年
  - 8月28日 台中市円満野外劇場（中国語版）(Fulfillment Amphitheatre)「台灣無懼音樂節2016(2016 No Fear Taiwan Festival)」ライブ出演。
  - 8月31日 Renaが病気のため脱退。
  - 9月3日 さいたまスーパーアリーナ「TOKYO GIRLS COLLECTION 2016 AUTUMN / WINTER」ライブ出演。
  - 10月8日 国立代々木競技場第一体育館「GirlsAward 2016 AUTUMN/WINTER」ライブ出演。
- 2017年
  - 1月28日・29日 東京ドームシティホール「ダンスエンタテイメントパーティーWORLD WIDE DANCE COLLECTION2017-WINTER-」ライブ出演。
  - 3月19日 京セラドーム大阪「関西コレクション2017SPRING/SUMMER」ライブ出演。
  - 4月3日 新木場STUDIO COAST「LOOP vol.9」ライブ出演。
  - 6月4日 SAKAE SP-RING2017 ライブ出演。
  - 7月28日 ZIP-FM SUMMER STATION from LAGUNA TEN BOSCH supported by ATEAMライブ出演。
  - 8月26日 お台場「お台場みんなの夢大陸2017」ライブ出演。
  - 8月27日 平城京天平祭 「天平たなばた祭り」ライブ出演。
- 2018年
  - 4月4日 DUO MUSIC EXCHANGE「a-collection VOL.07」ライブ出演。
  - 5月3日 武蔵野の森総合スポーツプラザ 「Tokyo Street Collection」ライブ出演。
- 2019年
  - 3月30日 渋谷VUENOS「Carat oneman tour 2019 ～in bloom～」開催。このライブをもってRinaとRisaがグループを脱退し、Caratも活動休止。
  - 12月31日 解散。

## メンバー
| メンバー | メンバー         | メンバー              | メンバー | メンバー | メンバー         |
| 名前     | ヨミ             | 生年月日              | 出身地   | 血液型   | 特技             |
| -------- | ---------------- | --------------------- | -------- | -------- | ---------------- |
| Yume     | ユメ             | 1997年1月17日（28歳） | 埼玉県   | B型      | 剣道             |
| Rina     | リナ             | 1994年5月15日（30歳） | 神奈川県 | AB型     | 空手             |
| Risa     | リサ             | 1995年2月10日（30歳） | 兵庫県   | A型      | ドラム           |
| DJ Mona  | ディージェイモナ | 1992年9月29日（32歳） | 福井県   | O型      | クラシックバレエ |

### 元メンバー
- Rena
  - 病気のため2016年08月31日をもって脱退。

## 作品

### シングル
1. 1.恋Indirect  （2012年11月9日発売、UMCJ-0056、ユニオンミュージックジャパン
  - 恋 Indirect
作詞・作曲：若林愛、編曲：和田春
  - 恋 Square
作詞：若林愛、作曲：大貫和紀、編曲：和田春
  - 恋 Difference
作詞：若林愛、作曲・編曲：和田春
2. シェキナッ!（2013年5月3日発売、UMCJ-0071、ユニオンミュージックジャパン）
  - シェキナッ!
作詞：若林愛、作曲：浅野ケン、編曲：和田春
  - シェキナッ!（Eng Ver.）
作詞：若林愛 /AIJ、作曲：浅野ケン、編曲：和田春
  - 恋 Indirect （Eng Ver.）
作詞：若林愛/ AIJ、作曲：若林愛、編曲：和田春
3. Heart Break （2015年4月1日発売、FLCF-4484、フォーライフミュージックエンタテインメント）
  - Heart Break
作詞：若林愛、作曲：工藤勝洋、編曲：和田春
  - Fake Love
作詞：若林愛、作曲・編曲：和田春
  - Love Potion
作詞：若林愛、作曲：浅野ケン、編曲：和田春
4. ＃SOTS （2016年9月7日発売、FLCF-4498、フォーライフミュージックエンタテインメント）
  - #SOTS
作詞・作曲・編曲：小田桐ゆうき
  - MADE IN JAPAN
作詞：若林愛、作曲：永澤和真、編曲：工藤 勝洋
  - Complicated
作詞・作曲：小田桐ゆうき、編曲：和田 春
5. 「Lover or Friend」 （2017年2月15日発売、FLCF-7195、フォーライフミュージックエンタテインメント）
  - Lover or Friend
  - Snow Dream
  - Lover or Friend（Remix Ver.）
6. 「Jumping Camping!!!!」（2017年6月28日発売、FLCF-7196、フォーライフミュージックエンタテインメント）
  - Jumping Camping!!!!
  - Be you

### アルバム
1. 1ct  （2012年12月6日発売、UMZJ-0098、ユニオンミュージックジャパン）全編曲：和田春
  - C.A.R.A.T
作詞：若林愛 ZERO、作曲：和田春
  - 恋 Difference （90's Euro Mix）
作詞：若林愛、作曲：和田春
  - Dramatic Love
作詞：若林愛、作曲：浅野ケン
  - 恋 Square （Sweet Trance Mix）
作詞：若林愛、作曲：大貫和紀
  - New World
作詞・作曲：若林愛
  - 恋 Indirect （DJ Mona Mix）
作詞・作曲：若林愛
  - シェキナッ!（Progressive Trance Mix）
作詞：若林愛、作曲：浅野ケン
  - Non Virtual [Extra Track]
作詞：若林愛、作曲：浅野ケン
2. IMAGINES  （2015年10月7日発売、FLCF-4487、フォーライフミュージックエンタテインメントより発売）全編曲：和田春
  - Alternative gate
作曲：和田春
  - Can't stop fallin' in luv
作詞：美音子、作曲：和田春
  - 東京IMAGINE
作詞：若林愛、作曲：浅野ケン
  - ファーストデート
作詞：若林愛、作曲：工藤勝洋
  - You were mine
作詞：若林愛、作曲：浅野ケン
  - Just you & me
作詞：美音子、作曲：和田春
  - Hope to see you again!
作詞：若林愛、作曲：工藤勝洋
  - 恋Indirect(Album Ver.)
作詞・作曲：若林愛
  - シェキナッ!
作詞：若林愛、作曲：浅野ケン
  - Dramatic Love(Album Ver.)
作詞：若林愛、作曲：浅野ケン
  - Heart Break
作詞：若林愛、作曲：工藤勝洋
  - DJ Mona BEST MIX
編曲：DJ Mona
3. 4KISS（2017年8月23日発売、FLCF-4510、フォーライフミュージックエンタテインメントより発売）
  - Show me love
作詞：HOMEY、作曲・編曲：和田春
  - Snow Dream
作詞：KENGO、作曲：KENGO / Hi-ra、編曲：Hi-ra
  - Ring Dong Ding Dong
作詞・作曲・編曲：KENGO
  - SOTS -Strawberry on the shortcake-
作詞・作曲・編曲：小田桐ゆうき
  - Lover or Friend
作詞：Akira Sunset
作曲：ZERO(YVES&ADAMS) / Akira Sunset
編曲：ZERO(YVES&ADAMS)
  - Complicated
作詞・作曲：小田桐ゆうき、編曲：和田春
  - Answer
作詞：HOMEY、作曲：中島啓輔、編曲：和田春
  - Jumping Camping!!!!
作詞：Junxix.、作曲・編曲：SHUNSUKE KASUGA
  - CALL OF JUSTICE
作詞：YOJI-K、作曲・編曲：和田春

## タイアップ
| 使用年 | 楽曲          | タイアップ                                                                                 | 収録作品        |
| ------ | ------------- | ------------------------------------------------------------------------------------------ | --------------- |
| 2013年 | 恋 Indirect   | TBS系テレビ「ニンゲン観察バラエティ モニタリング」 1月〜3月度エンディング曲                | 『恋Indirect』  |
| 2013年 | シェキナッ!   | 映画「SHAKE HANDS」オープニング曲                                                          | 『シェキナッ!』 |
| 2013年 | Dramatic Love | テレビ東京系「NEXT STAGE」エンディング曲                                                   | 『1ct』         |
| 2014年 | New World     | TVドラマ「発足!ギャル内閣」エンディング曲                                                  | 『1ct』         |
| 2014年 | C.A.R.A.T     | テレビ東京系「超流派」2月度エンディング曲                                                  | 『1ct』         |
| 2014年 | Non-Virtual   | アニメ番組「アニメ星人〜代アニのアニメ〜」エンディング曲                                   | 『1ct』         |
| 2015年 | Heart Break   | テレビ東京系 音楽情報番組「超流派」4月度エンディング曲                                     | 『Heart Break』 |
| 2015年 | Heart Break   | bayfm / Fm yokohama / FM AICHI / FM OSAKA 「Branding Hit」シリーズ 4月度エンディング曲     | 『Heart Break』 |
| 2015年 | 東京IMAGINE   | bayfm / Fm yokohama / FM AICHI / FM OSAKA 「Branding Hit」シリーズ 9～12月度エンディング曲 | 『IMAGINES』    |
| 2015年 | 東京IMAGINE   | 日本テレビ系「バズリズム」 緊急指令！探リズムPick UP 10月度 POWER PLAY                     | 『IMAGINES』    |
| 2015年 | 東京IMAGINE   | テレビ東京系「超流派」12月度エンディング曲                                                 | 『IMAGINES』    |
| 2016年 | #SOTS         | 日本テレビ系「バズリズム」POWER PLAY                                                       | 『#SOTS』       |
| 2016年 | #SOTS         | TOKYO MX「GODENGINE」8・9月 エンディング曲                                                 | 『#SOTS』       |
| 2016年 | #SOTS         | bayfm / FM OSAKA 「Branding Hit」シリーズ 9～10月度エンディング曲                          | 『#SOTS』       |
| 2016年 | #SOTS         | ZIP-FM「Carat Night」9～10月度エンディング曲                                               | 『#SOTS』       |

### SNS
- Carat (@CaratUe) - X（旧Twitter）
- Yume (@Yume_Carat) - X（旧Twitter）
- Rina (@Rina_Carat) - X（旧Twitter）
- Risa (@Risa_Carat) - X（旧Twitter）
- Mona (@Mona_Carat) - X（旧Twitter）
- Carat Instagram
- Yume Instagram
- Rina Instagram
- Risa Instagram
- Mona Instagram